# Кастро-Урдьялес
Кастро-Урдьялес (исп. Castro Urdiales) — город и муниципалитет в Испании, входит в провинцию Кантабрия в составе автономного сообщества Кантабрия. Муниципалитет находится в составе района (комарки) Коста-Орьенталь. Занимает площадь 96,7 км². Население — 32258 человек (на 2010 год). Расстояние до административного центра провинции — 75 км.

## География
Кастро-Урдьялес находится в комарке Коста-Орьенталь на северо-востоке Кантабрии, рядом с границей Бискайи. Основной водной артерией является река Агуэра, впадающая в Бискайский залив.

## История
Первоначально Кастро-Урдьялес назывался Portus Amanus и был одним из аутригонских городов. После завоевания территории Кантабрии римлянами, в 74 году н. э. на его месте была основана колония, получившая название Флавиобрига (исп. Flaviobriga), в честь римского императора Тита Флавия Веспасиана.
В эпоху раннего средневековья город рос благодаря морской торговле, участию в Реконкисте, предоставляя свой флот и людей, а также рыболовству и судостроению. В 1163 году находящийся в Бургосе король Альфонсо VIII даровал Кастро-Урдьялесу фуэрос, похожий на полученный городом Логроньо.
В 1813 году город был разграблен и значительно разрушен, но был быстро восстановлен и укреплён. Во второй половине XIX века рост населения Кастро-Урдьялеса связан с развитием горнодобывающей промышленности.

## Население
| Год  | Численность | Численность   |
| ---- | ----------- | ------------- |
| 2001 | 20 981      | [ 2 ]         |
| 2002 | 22 394      | [ 3 ]         |
| 2004 | 25 388      | [ 4 ]         |
| 2005 | 27 220      | [ 5 ]         |
| 2006 | 28 542      | [ 6 ]         |
| 2007 | 29 660      | [ 7 ]         |
| 2008 | 30 814      | [ 8 ]         |
| 2009 | 31 670      | [ 9 ]         |
| 2010 | 32 258      | [ 10 ]        |
| 2011 | 32 374      | [ 11 ]        |
| 2012 | 32 522      | [ 12 ]        |
| 2013 | 32 309      | [ 13 ]        |
| 2014 | 32 144      | [ 14 ]        |
| 2015 | 31 833      | [ 15 ]        |
| 2016 | 31 901      | [ 16 ]        |
| 2017 | 31 817      | [ 17 ]        |
| 2018 | 31 977      | [ 18 ] [ 19 ] |
| 2019 | 32 069      | [ 20 ]        |
| 2020 | 32 270      | [ 21 ]        |
| 2021 | 32 975      | [ 22 ]        |
| 2022 | 33 109      | [ 23 ]        |
| 2023 | 33 225      | [ 24 ]        |
| 2024 | 33 365      | [ 1 ]         |

Кастро-Урдьялес — третий по численности населения город в Кантабрии — 32522 чел. (2012).

## Населённые пункты
| - Альенделагуа - Бальтесана - Кастро-Урдьялес (столица) - Сердиго - Исларес - Луса - Мионьо | - Онтон - Ориньон - Отаньес - Самано - Сантульян - Сонабиа - Тальедо |

## Достопримечательности
В 1978 году старейшая часть Кастро-Урдьялеса получила статус объекта культурного интереса Испании (Puebla Vieja de Castro Urdiales):
- Церковь Успения Пресвятой Девы Марии — церковь в готическом стиле (XIII—XV), представляющая собой базилику с тремя нефами. В 1931 году получила статус объекта культурного интереса Испании[26]
- Замок Святой Анны — старый замок, расположенный недалеко от гавани и церкви Св. Марии. В 1853 году на замке был построен маяк.
- Средневековый мост
- Каса-Сотилеса
- Сады Очарана и здание Замка-обсерватории

## Города-побратимы
- /  /  Бу-Краа, EH / Марокко / САДР
- Кабур, Франция
- Фрага, Испания
- Херес-де-ла-Фронтера, Испания
- Эр-сюр-л'Адур, Франция

## Галерея
- Замок Святой Анны, маяк и средневековый мост
- Вид на гавань
- Лос-Челинес
- Вид на Старый город